# Hetalia: Axis Powers
Axis Powers Hetalia (japanska: Axis powers ヘタリア) är en japansk webbserie skapad av Hidekaz Himaruya. Den har senare blivit utgiven i tryckt format och har även blivit föremål för en bearbetning till animeserie. Serien utspelar sig främst under första och andra världskriget och i olika historiska miljöer, där länder får liv som egna seriefigurer. 
Seriens huvudfigurer är axelmakterna Tyskland, Italien, Japan och de allierade Ryssland, USA, England, Frankrike och Kina. Totalt har hittills över 40 olika länder figurerat.